# Order Lakanduli
Order Lakanduli (fil. Orden ng Lakandula, ang. Order of Lakandula) – order zasługi politycznej i cywilnej, filipińskie wysokie odznaczenie państwowe, noszące imię jednego z filipińskich regionalnych władców – króla Lakanduli, panującego w Tondo w latach 1558–1571.

## Historia i charakterystyka
Order ustanowiono 19 września 2003, jako drugie po Krzyżu Służby Quezona w starszeństwie filipińskich odznaczeń, równorzędne z Orderem Sikatuny i Legią Honorową, a powyżej Orderu Gabrieli Silang.
Nadawany jest w czterech przypadkach Filipińczykom i obcokrajowcom:
1. tym, których życie i czyny świadczą o oddaniu dla dobra społeczeństwa,
2. tym, których życie jest wzorem do naśladowania dla ludu filipińskiego,
3. za czyny warte specjalnej nagrody, wliczając materialne poświęcenie dla utrzymania i obrony demokratycznej drogi życia oraz integralności terytorialnej Republiki Filipin, za życiowe oddanie pokojowemu rozwiązywaniu konfliktów, lub za demonstrację wybitnej dedykacji dla wsparcia wzajemnego zrozumienia, wymiany kulturalnej, praworządności i szacunku dla relacji między ludźmi,
4. za akty tradycyjnie uznane za warte nagrody od prezydenta, wliczając zasługi polityczne i służbę cywilną[1].

Odznaczenie podzielone jest na sześć klas:
- I klasa – Wielki Łańcuch (Supremo),
- II klasa – Krzyż Wielki (Bayani),
- III klasa – Wielki Oficer (Maringal na Pinuno),
- IV klasa – Komandor (Komandante),
- V klasa – Oficer (Pinuno),
- VI klasa – Kawaler (Kagawad),

dodatkowo od 2004:
- klasa specjalna – Champion dla Życia (Kampeon Habang Buhay)[1].

## Wygląd
Odznaki orderowe pierwszych trzech klas wykonane są ze złoconego srebra, a trzech klas niższych – z pozłacanego brązu lub miedzi. Mają kształt ośmiopromiennej, bogato ornamentowanej gwiazdy, wielowarstwowej (górny emaliowany na niebiesko medalion otoczony srebrzonym pierścieniem i kolejne cztery warstwy: gwiazda złota, emaliowane elementy zielone, emaliowane elementy niebieskie i srebrna gwiazda), ze stylistyką nawiązującą do sztuki przed-hiszpańskiej i muzułmańsko-filipińskiej, z ramionami ze stylizowanych liści palmowych.
Wstęga orderowa i baretka odznaczenia są w kolorze ciemnoniebieskim.

## Odznaczeni
Odznaczeni Wielkim Łańcuchem Orderu Lakanduli:
- 2004 – Jose Diokno, były senator i więzień polityczny (pośmiertnie)
- 2006 – Teodoro Obiang Nguema Mbasogo, prezydent Gwinei Równikowej
- 2007 – Chalifa ibn Salman Al Chalifa, premier Bahrajnu
- 2007 – Jan Karol I Burbon, król Hiszpanii
- 2012 – Sabah al-Ahmad al-Dżabir as-Sabah, emir Kuwejtu
- 2012 – Hamad ibn Chalifa Al Sani, emir Kataru
- 2012 – Richard Lugar, senator USA
- 2015 – Akihito, cesarz Japonii